# Vincent Kehrwand
Vincent Kehrwand (* 14. Februar 1803 in Rolle; † 1. Dezember 1857 ebenda) war ein Schweizer Politiker und Richter. Von 1850 bis 1857 gehörte er dem Nationalrat an.

## Biografie
Kehrwand, dessen Familie ursprünglich aus Aarberg stammte, war der Sohn eines Steuereintreibers. Ab 1822 studierte er Recht an der Akademie Lausanne. Er trat den Studentenverbindungen Belles-Lettres und Zofingia bei. Ab 1826 war er als Rechtsanwalt in Nyon tätig, später auch als Strafrichter. Von 1845 bis 1851 war Kehrwand Kantonsrichter, danach bis 1854 Ersatzrichter am Bundesgericht. Ausserdem war er von 1852 bis zu seinem Tod stellvertretender Staatsanwalt.
1836 wurde Kehrwand auf Seiten der Radikalliberalen in den Grossen Rat des Kantons Waadt gewählt, dem er bis 1844 und nochmals 1845/46 angehörte. Er trug dazu bei, das Geschworenengericht auf zivilrechtliche Fälle auszudehnen und das Zivilprozessrecht zu reformieren. Ebenso interessierte er sich für die Belange des Bildungswesens. Im März 1850 zog er durch eine Nachwahl im Wahlkreis Waadt-West in den Nationalrat ein, dem er die restlichen sieben Lebensjahre angehörte.